# Kennedykanalen

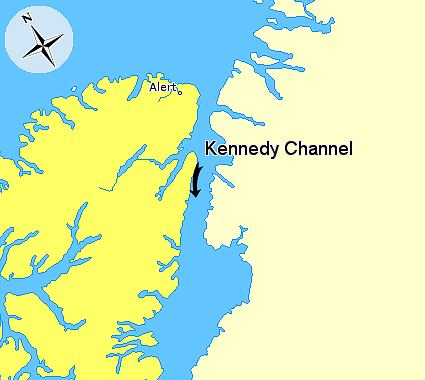
Kennedykanalen
Ellesmereön, Nunavut, Kanada
Grönland

Kennedykanalen (danska: Kennedy Kanalen) är ett sund mellan norra Grönland och Ellesmereön i Kanada. Den ingår i Nares Strait som förbinder Kane Basin med Hall Basin. Från söder markeras dess början av uddarna Kap Lawrence och Kap Jackson. Dess korsning med Hall Basin präglas av uddarna Kap Baird och Morton. Sundet är cirka 130 kilometer lång, mellan 24 och 32 kilometer i bredd och med ett genomsnittligt vattendjup på mellan 180 och 340 meter.
Sundet namngavs av Elisha Kane omkring 1854 under sin andra arktiska resa i jakten på den försvunna Franklins expedition. Det är inte helt klart vilken Kennedy sundet är uppkallat efter. Kane kan ha haft sin medutforskare William Kennedy i åtanke, som han träffat några år tidigare medan båda var inblandade i tidigare sökningar efter Franklins expedition. De flesta historiker tror dock att sundet är uppkallat efter USA:s marinminister John Pendleton Kennedy under 1852 till 1853, under vars ledning Kanes andra arktiska resa ägde rum.
I sundet ligger Hans ö. Både Kanada och Danmark gör anspråk på denna ö.